# Leo Marini
Leo Marini (Alberto Batet Vitali, * 23. August 1920 in Mendoza; † 15. Oktober 2000 ebenda) war ein argentinischer Sänger, der als Bolerista de América und La Voz que Acaricia bekannt war.

## Werdegang
Der Sohn eines Restaurantbesitzers hatte seinen ersten Auftritt beim Lokalsender LV 10 Radio Cuyo und wurde Schüler des spanischen Tenors Juan Díaz Andrés, der ihm den Künstlernamen Leo Marini gab.
1941 reiste er nach Valparaíso und Viña del Mar, wo er Konzerte gab und im Rundfunk auftrat. In Valparaiso lernte er den kubanischen Pianisten Isidro Benítez kennen, mit dem er seine ersten Lieder von Pedro Galindo, Agustín Lara und Luis Aguirre Pinto aufnahm. Im Folgejahr hatte er bei Radio Belgrano in Buenos Aires Auftritte mit dem Geiger Américo Belloto Varoni. 1944 spielte er Aufnahmen für Odeon ein und wirkte in seinem ersten Spielfilm, Sueña mi amor, mit.
Es folgte 1948 eine große Konzertreise durch Venezuela, Kuba, Puerto Rico und die Dominikanische Republik, der eine weitere durch Peru, Ekuador und Kolumbien folgte. 1950 trat er in Buenos Aires im Programm Sonrisas y melodías von Radio El Mundo auf. 1951 holte ihn der Musikproduzent Sidney Seegel für Aufnahmen mit dem Orchester Sonora Matancera nach Havanna. Er entstand eine Reihe von Aufnahmen mit der Gruppe und 1958 die LP Reminiscencias.
1978 zeichnete ihn der venezolanische Präsident Carlos Andrés Pérez für seine Verdienste um die Musik aus. In den 1980er Jahren ließ er sich in Buenos Aires nieder, wo seine Kinder lebten.